# 창평 남극루
창평 남극루(南極樓)는 전라남도 담양군 창평면(昌平面) 삼천리에 있다. 2003년 6월 30일 담양군의 향토문화유산 제3호로 지정되었다.

## 개요
1830년대에 고광일을 비롯한 30여 명에 의해 건립된 누각으로, 전라남도 담양군 창평면 삼천리 하삼천마을 논 가운데에 있다. 원래 담양군 창평면 창평리 면사무소 앞의 옛 창평군 동헌 정문이었으나, 1919년에 현재의 자리로 옮겨 세운 것이다. 마을사람들은 양로정(養老亭)이라 부르고 있다. 정면 3칸·측면 2칸의 2층 누각 형식 팔작지붕집으로, 담양 지방에서는 보기 드물게 평지에 세운 정자이다.